# Lithi helide
Lithi helide, LiHe là hợp chất của heli và lithi. Chất này thuộc dạng loại khí có khối lượng riêng thấp, tồn tại ở nhiệt độ thấp được tạo thành từ một nguyên tử heli và nguyên tử lithi liên kết bằng lực Van der Waals. Việc điều chế LiHe mở ra khả năng điều chế dạng dime của heli và cụm đa nguyên tử heli được sử dụng để nghiên cứu trạng thái Efimov và hiệu ứng làm chậm Casimir.
LiHe được phát hiện vào năm 2013. Trước đây 7Li4He được dự đoán có năng lượng liên kết 7,7×10−8eV, 1,2×10−26J hay 6 mK và độ dài liên kết là 28 Å. Các phân tử khác chứa heli liên kết bởi lực Van der Waals được biết đến trước đây bao gồm Ag3He và He2. Sự phát hiện LiHe được thực hiện thông qua quá trình huỳnh quang. Nguyên tử lithi ở trạng thái X2Σ được kích thích thành A2Π. Dùng phương pháp phổ cho LiHe cho ra 2 dòng, mỗi dòng chia thành hai với cấu trúc hyperfine của 7Li. Các dòng có số sóng là 14902,563; 14902,591; 14902,740 và 14902,768 cm−1. Hai cặp cách nhau 0,177 cm−1. Điều này được giải thích bởi hai trạng thái rung khác nhau của phân tử LiHe: 1/2 và 3/2. Liên kết giữa các nguyên tử yếu đến mức nó sẽ dễ dàng bị phá với bởi bất kỳ sự quay hoặc rung động lớn. Các trạng thái quay thấp nhất có năng lượng 40 và 80 mK, lớn hơn năng lượng liên kết khoảng 6 mK.
Tỷ lệ phân tử LiHe được hình thành tỷ lệ thuận với mật độ của He và tỷ lệ này giảm khi nhiệt độ tăng.

## Tính chất
LiHe phân cực và thuận từ.